# Cantone di Saint-Lys
Il Cantone di Saint-Lys era una divisione amministrativa dell'Arrondissement di Muret.
A seguito della riforma approvata con decreto del 13 febbraio 2014, che ha avuto attuazione dopo le elezioni dipartimentali del 2015, è stato soppresso.

## Composizione
Comprendeva 11 comuni:
- Bonrepos-sur-Aussonnelle
- Bragayrac
- Cambernard
- Empeaux
- Fonsorbes
- Fontenilles
- Lamasquère
- Saiguède
- Sainte-Foy-de-Peyrolières
- Saint-Lys
- Saint-Thomas